# Pavel Fëdorovič Batickij
Pavel Fëdorovič Batickij (in russo Па́вел Фёдорович Бати́цкий?; Char'kov, 27 giugno 1910 – Mosca, 17 febbraio 1984) è stato un generale sovietico.